# 샵마넷
샵마넷은 대한민국의 온라인 매장관리 판매직 전문 리크루팅 플랫폼이다.

## 개요
2001년 7월 백화점, 면세점, 아울렛, 대형마트, 로드샵, 쇼핑몰등 유통업계에서 근무하는 전문 판매직인 샵마스터 취업정보로 출발, 취업포털인 DAUM취업, 커리어, 인크루트, 스카우트, 알바천국등과의 제휴를 통해 급성장하였으며
이후 각분야 전문취업사이트와 연합회를 만들어 전문취업사이트의 활성화를 도모하였다.

패션, 의류, 귀금속, 화장품, 잡화, 가전, 정보통신, 등 각 분야별로 매장운영에 꼭 필요한 특화된 전문 판매직 채용정보가 하루 평균 1000여 건씩 등록되고 있으며 브랜드뱅크, 샵마스터정보, 유통가소식등 패션 및 잡화 화장품등 채용정보외에 판매직종에 필요한 전문정보를 다룬 다양한 컨텐츠를 제공하고 있다.
지속적인 대형유통업체의 신규 출점으로 인한 전문판매직의 수요는 계속 늘고 있는 상황에서 전문판매직 인력수급의 중요한 역할을 하고 있다.

## 제휴기관
주요 제휴처로는 패션넷코리아, 어패럴뉴스, 패션채널 서울패션센터, 인크루트, 커리어, 파인드잡, 알바천국, KT비즈메카, 주간코스메틱 등에 판매직 채용정보를 공급하고 있다.
또한 최근 심화 되는 청년일자리 창줄을 위해 건설워커, 미디어잡 과도 업무협약을 맺어 지속적인 일자리 창출에 기여하고 있으며
지역채용을 위한  대구지사(053.shopma.net) 와  부산지사(051.shopma.net)를 운영하고 있다.
2020년 11월 네이버,구글 과도 제휴하여 명실상부 대한민국 대표 매장관리 판매직 채용포털이 되었다.

## 관련사이트
- 샵마넷대구사이트
- 샵마넷부산사이트
- 샵마넷모바일웹

## 분야별 전문 매장관리 판매직 호칭
- 매장관리자 : SM(shopmaster or shopmanager, 샵마스터 or 샵매니저)
- 패션의류/잡화 : FA (fashion adviser, 패션어드바이저) 또는 FC(fashion coodinator,패션코디네이터)
- 구두/신발 : ShoeFitter(슈피터)
- 화장품 : BA(beauty adviser,뷰티어드바이저) 또는 BC(beauty counselor,뷰티카운셀러)
- 귀금속및보석 : JC(jewely coodinator, 주얼리코디네이터)
- 서적 : bookmanager(북매니저)
- 와인 : wine adviser(와인어드바이저)
- 헤어관리 : HD(hair designer, 헤어디자이너)
- 피부관리 : esthetician or beautician,(에스테티션 or 뷰티션)
- 손톱관리 : NA(nail artist,네일아티스트)
- 스파관리 : Therapist , spa manager (테라피스트,스파매니저)